# Folgóre da San Gimignano
Folgore da San Gimignano [folˈɡoːre da san dʒimiɲˈɲaːno] (* um 1270; † um 1332) war ein Dichter toskanischer Sprache um die Jahrhundertwende 1300.
Amtspapieren aus dem mittelalterlichen San Gimignano zufolge hieß er eigentlich Jàcobo und war Sohn eines gewissen Michele. Von seinem Kunst- oder Spitznamen ist nicht einmal die Betonung (und somit die Bedeutung) endgültig geklärt; zweimal nennt der Dichter sich selbst Folgore in seinen Sonetten: einmal legt das Versmaß die Aussprache Folgóre (=Glanz), einmal Fólgore (=Blitz) nahe. Unter diesem wie auch immer betonten Namen werden insgesamt 35 Sonette überliefert, einschließlich drei von zweifelhafter Zuschreibung; die berühmtesten davon sind die 14 Monatssonette (Sonetti de’ mesi).
Seine amtlich belegten Lebensdaten sind spärlich: 1295 wurde er für militärische Dienste von der Republik Siena, 1305–1306 von der Freistadt San Gimignano besoldet, die erst 1353 ihre politische, kulturelle und sprachliche Unabhängigkeit an Florenz verlor; dementsprechend scheint das Toskanische von Folgore auch eher von Sienas Mundart als vom Florentinischen beeinflusst.